# Pachyneuron syringae
Pachyneuron syringae är en stekelart som beskrevs av Xie och Yang 1996. Pachyneuron syringae ingår i släktet Pachyneuron och familjen puppglanssteklar. Inga underarter finns listade i Catalogue of Life.